# Український філателіст
«Український філателіст» (англ. Ukrainian Philatelist, до 1961 «Філателіст», 1962 «Філателістичні Вісті») — орган Союзу українських філателістів і нумізматів (з 1972).
Виходить з 1951, спершу двомісячник, 1955 — 61 неперіодично, 1962 квартальник, з 1963 щорічник у США. Редактори: Є. Котик, І. Світ, Л. Попович, Ю. Слюсарчук, С. Кікта, Я. Ткачук. Вийшло (до 1980) 44 частини.